# マーズ・パスファインダー
マーズ・パスファインダー（Mars Pathfinder）は、アメリカ航空宇宙局（NASA）JPLがディスカバリー計画の一環として行った火星探査計画、またはその探査機群の総称である。1996年12月4日に地球を発ち、7か月後、1997年7月4日に火星に着陸した。
この計画で、マーズ・パスファインダーは約1万6000枚の写真と、大量の大気や岩石のデータを送信した。1976年のバイキング2号以来、実に20年振りに火星へ着陸した探査機となった。
また、従来のロケット推進を用いた軟着陸ではなく、惑星探査低コスト化を図るためにエアバッグに全体を包み込んで惑星表面に突入し、地表でバウンドさせるという独特の着陸システムを確立し、以降の火星探査に大きく貢献することとなった。

## 概要

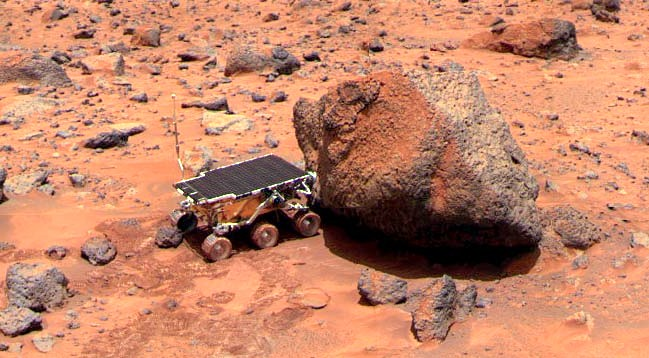
アルファ粒子X線分光計で岩組成を測定する火星探査車ソジャーナ・ローバー

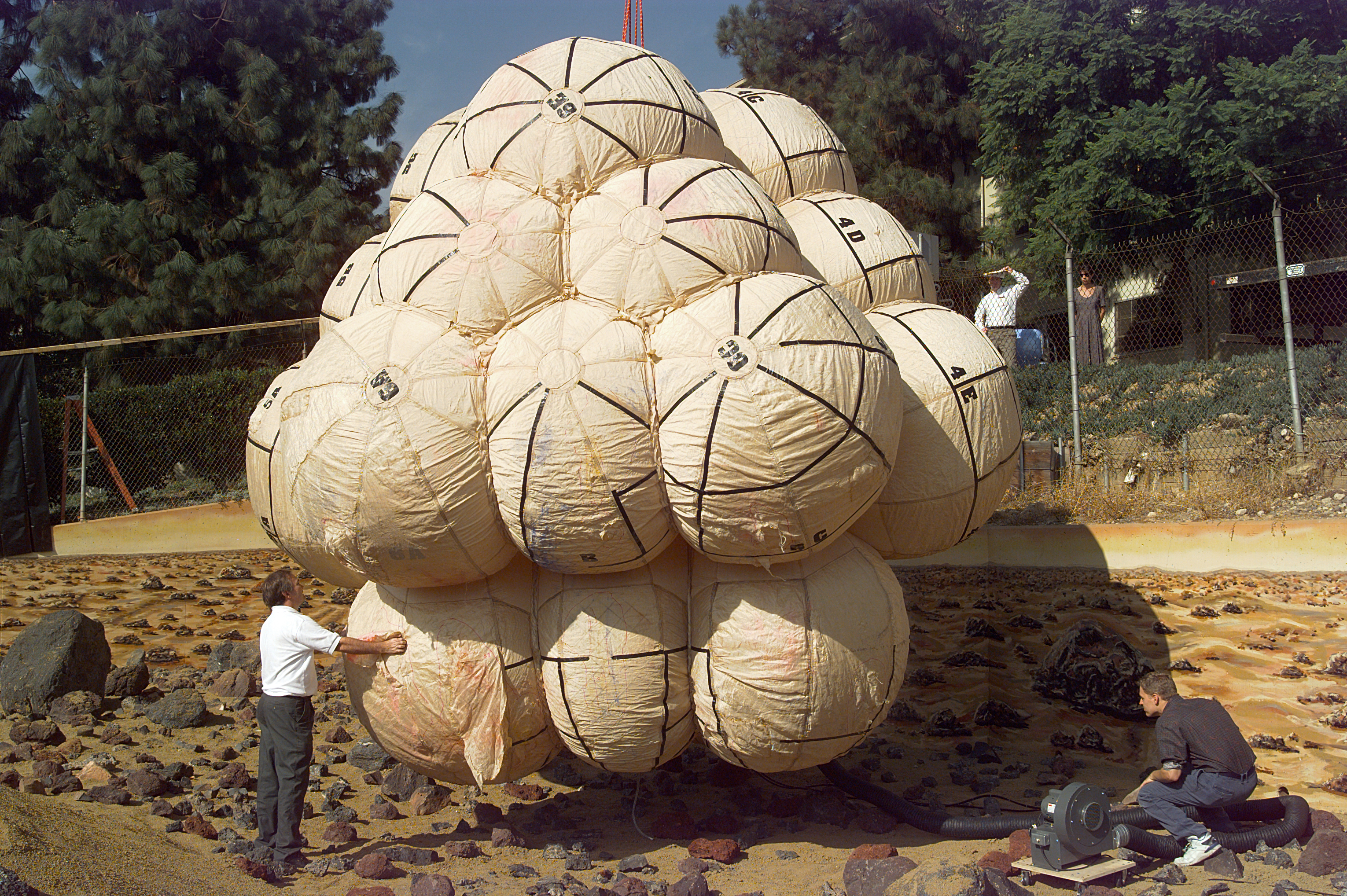
エアバッグのテスト風景

マーズパスファインダー探査機は火星地表に着陸する探査車（マーズ・ローバー）を中心とし、ローバーを火星まで送り届けるための宇宙機、ローバーを着陸させるためのエアバッグを装備した着陸機、それらを保護するエントリーカプセルからなる。探査機は約7か月をかけて地球から火星へ飛行し、火星周回軌道にはいることなく直接火星大気圏に突入した。火星大気圏突入後、エントリーカプセルはパラシュートとロケット噴射で減速した後、エアバッグに包まれた着陸機を分離した。エアバッグに包まれた着陸機は少くとも15回はバウンドし、最初の1回は15.7 mバウンドしたものと計測されている。
落下した着陸機は正四面体の形状をしており、エアバッグのガスを抜いた後に花びらのように展開、その後、内部に搭載されていたローバーに（火星での）日の出と共に太陽電池により電力が供給されて起動し、ローバーは着陸機を中継して地球との通信を行いつつ探査を行った。ローバーは六輪の自律的駆動が可能な電気駆動車で、岩などの障害物を判別して回避することが出来た。電源は太陽電池であるが、保温用に少量のプルトニウムを搭載している（発電には用いられない）。
ローバーはアメリカの女性公民権運動家ソジャーナ・トゥルースに因み「ソジャーナ」と命名された。着陸後には通信の中継器として使用された無人基地（着陸機）は「カール・セーガン記念基地」と名付けられた。
この計画の目的は科学的探査のみならず、「より早く、より良く、より安い（faster, better and cheaper）」宇宙探索を開発するディスカバリー計画においてそれが可能であることを実証し、その名の示すとおりパスファインダーは火星への安価な経路を開拓することであった。
2004年に火星に到着したマーズ・エクスプロレーション・ローバー（MER）も同様のエアバッグを用いる方法で2機の探査機を無事投入している。しかし、2004年に同様のエアバッグ手法で火星着陸を目指した欧州宇宙機関（ESA）ビーグル2号（マーズ・エクスプレスに搭載）は火星への降下中に通信途絶となった。
パスファインダー開発期間は3年で、打上げ費用・運用費用を含む総費用も2億8000万USドルに抑えられている。火星探査にかかったコストで比較すると、バイキング計画の約1/5となる。
ローバーは非常に小型で、質量10.6 kg、65 cm x 48 cm x 30 cm と人間が抱えて持ち上げられるほど小さい。後のMERやマーズ・サイエンス・ラボラトリーではさらに大きなローバーが投入された。
この探査により、火星に古くは水が存在したことが明らかとなった。

## 着陸詳細
着陸地点としてはエリーズ渓谷（Ares Vallis）が選ばれた。この付近は着陸するのに安全であるのと、過去に火星に存在した水による洪水によって堆積物があると予想されたためである。
着陸のシーケンスは以下の通り（mpfwww.jpl.nasa.gov/mpf/timeline.htmlおよび英語版wikipedia 2006/11/20 10:00より）。
- 7月4日、6.1 km/sの速度で火星大気圏突入
- これ以降、探査機は搬送波のみ送信し、各イベント時にはシグナルを送信。地球ではドップラー効果により探査機の速度を計測。
- 耐熱シェルによる空気ブレーキングで370 m/sまで減速
- 直径約11mのパラシュートを展開し68 m/sまで減速
- 20秒後、耐熱シェルを分離
- 20秒後、着陸機がエアロシェルから分離され、20 mのロープでぶら下がる
- 高度1.6kmまで火星大気を観測
- 高度335m地点にてエアバッグを展開
- 高度96m地点にて固体ロケット噴射
- 2.3秒後、高度21.5m地点にてロープを切断
- 14m/sで火星地表に衝突
- エアバッグにより、最初の一回は15.7 mの高さまでバウンド
- 少くとも15回バウンドし、静止
- 16時55分55秒（UTC）、火星に着陸
- エアバッグのガス除去
- 着陸から74分後、基地展開完了
- 21時00分 火星着陸地点において日の出。第1火星日（Sol 1）の始まり。
- 同時刻、着陸後最初の通信が成立

火星の暦で翌日（Sol 2）、写真よりエアバッグの1つが完全にしぼんでいないことが確認され、ローバーの地表への移動障害となることが予想された。そこで地上からの指示により着陸機パネルを1つ動かし、無事ローバーを火星上に移動させた。

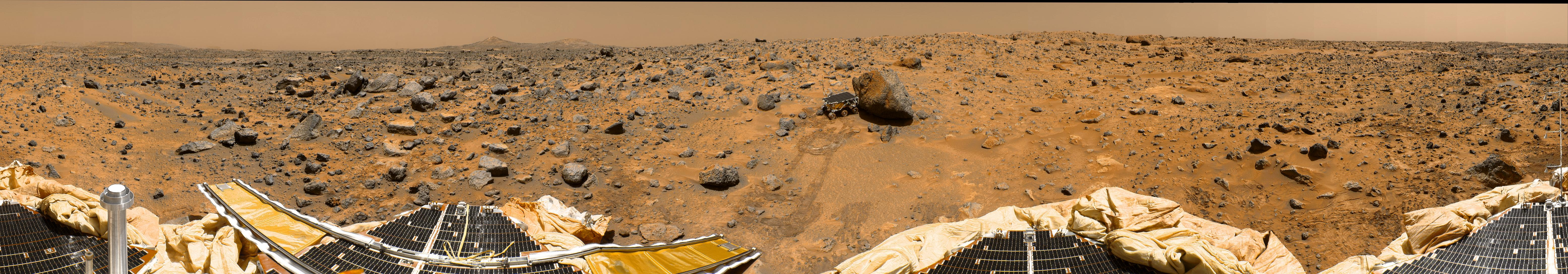
カール・セーガン記念基地から撮影した地表の様子。中央にソジャーナが写っている。

## 科学的探査
着陸機にはImager for Mars Pathfinder（IMP）、Atmospheric Structure Instrument/Meteorology Package（ASI/MET）の2つの観測装置が搭載され、これらにより火星の磁力・気圧・温度・風観測が行われた。
ローバーは秒速1 cmの速度で移動出来、通信中継基地を兼ねる着陸機を中心として半径500 mを走行できた。
ローバーに搭載されたαプロトンX線分光計（APXS）は岩石に含まれる元素を0.1%の精度で検出した（水素を除く）。その結果、地球の安山岩、玄武岩に似た組成を持つ石が発見され、それぞれできた年代が異なる石が複数発見されたことから、かつて洪水によってこれらの石が運ばれたのではないかと考えられ、太古の火星に水があった証拠の一つとされた。
ローバーは前面にステレオモノクロカメラ1対、後部に1つのカラーカメラを搭載し、83火星日の間に550枚の画像を地球に送信し、16の化学的成分分析を行った。

## ミッション終了
当初、1週間 - 1か月が寿命であろうと考えられていたローバーと着陸機であるが、着陸から83火星日後の9月27日10時23分（UTC）にパスファインダーとの通信が途絶するまで約3か月間、駆動した。NASAは1998年3月10日までコンタクト復元を試みたが、10月7日に短い信号を受信したのみで通信は回復しなかった。
通信途絶の原因は分かっていないが、ローバーではなく着陸機が低温のため故障した可能性が指摘されている。この場合、ローバーは予め「地球との通信が一定時間途絶した場合、着陸機に近付くこと、ただし着陸機には乗ってはいけない」とプログラムされていたことから、カール・セーガン記念基地の周りをさながら子犬の如く（故障するまで）回っていたであろうと考えられる。

## 経過

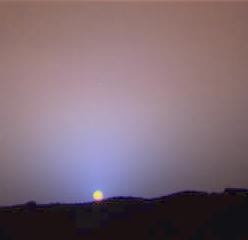
火星の日没の様子。なお、色は強調されている。

- 1996年12月4日：ケープカナベラル空軍基地より、デルタIIロケットで打上げ。
- 1997年
  - 1月10日・2月3日・5月6日・6月25日：軌道修正
  - 7月4日：火星へ着陸。
  - 7月6日：小型探査車「ソジャーナ」が動作開始。
  - 9月27日：着陸機が最後のデータを送信。最終的に、着陸機は予想された寿命の3倍、探査車は12倍の期間、活動を続けた。

## 登場作品
『コンバットチョロQ』
　戦闘装備したソジャーナが登場
『レッドプラネット』
　2000年公開のアメリカ映画。
『The Martian』（邦題「火星の人」）アンディ・ウィアー（著）
　2011年刊行の小説。
映画『The Martian』（邦題『オデッセイ』）
　アンディ・ウィアー原作、リドリー・スコット監督　2015年公開。作中に登場した物は全体的にサイズが小さくなっている。